# Västra Lomtjärnet
Västra Lomtjärnet är en sjö i Eda kommun i Värmland och ingår i Göta älvs huvudavrinningsområde. Sjöns area är 0,047 kvadratkilometer och den befinner sig 178 meter över havet.